# Brylluppet mellem prinsesse Eugenie og Jack Brooksbank
Brylluppet mellem prinsesse Eugenie og Jack Brooksbank fandt sted den 12. oktober 2018 i St George's Chapel på Windsor Castle i Det Forenede Kongerige. Bruden, prinsesse Eugenie af York, er medlem af den britiske kongefamilie. Brudgommen, Jack Brooksbank, er en britisk vinhandler, der bl.a. lever af at promovere Tequila-mærket Casamigos. Dekanen af Windsor, David Conner, forestod vielsen ved en normal anglikansk gudstjeneste, der fulgte liturgien i den Den engelske kirke. Prinsesse Eugenie var den første britiske prinsesse af kongeligt blod som giftede sig i Den engelske kirke i 45 år.

## Forlovelse
Den 22. januar 2018 meddelte Buckingham Palace, at de ville gifte sig om efteråret. De var blevet forlovet tidligere samme måned, mens de var i Nicaragua, hvor Brooksbank gav prinsessen en ovalformet padparadscha-safir omgivet af diamanter. Ringen har en slående lighed med forlovelsesringen som prinsesse Eugenies mor fik. Dens værdi anslås at ligge mellem $30.000 og $150.000.
Selv om Eugenie er medlem af den britiske kongefamilie, var dronningens tilladelse ikke nødvendig for at gifte sig grundet den nye forfatningslov Succession to the Crown Act 2013, der trådte i kraft i 2015. Hendes forældre, hertugen og hertuginden af York, udtrykte deres glæde over nyheden, og den britiske premierminister Theresa May lykønskede parret på sin twitterkonto. Efter meddelelsen gav parret et interview til BBC One. De officielle forlovelsesbilleder blev taget i billedgalleriet på Buckingham Palace. Under interviewet om forlovelsen bar Eugenie en blomstret cocktailkjole af den canadiske modedesigner Erdem Moralioğlu. Hun havde tidligere brugt kjolen til et interview med Harper's Bazaar i 2016.
For at markere Eugenie og Jacks bryllup fremstillede Royal Collection Trust en porcelænsserie med prinsesse Eugenies krone sammen med parrets fælles monogram.
I løbet af ugen før brylluppet delte Buckingham Palace og Hertugen af York familiefotografier for at fejre brylluppet. Parret gav et sidste interview til ITV's This Morning den 11. oktober 2018, der blev vist før brylluppets livedækning.

## Bryllup

### Planlægning
Hertugen af York annoncerede kort efter at forlovelsen var blevet offentliggjort, at brylluppet ville blive afholdt fredag den 12. oktober 2018. Eugenie, som støtter velgørenhed imod plastikforurening, vil gøre sit bryllup fri for plastik.
Parret hyrede Peregrine Armstrong-Jones, grundlægger af Bentley's Entertainment og halvbror til Prinsesse Margarets husband, Jarlen af Snowdon, til at planlægge bryllupsfesterne.
Rob Van Helden designede blomsterne i et efterårstema, hvor han brugte roser, hortensiaer, dahliaer og bær fra Windsor Great Park. Hertugen af York beskrev begivenheden som et familieforetagende, end et offentligt bryllup.

### Sted
Efter offentliggørelsen af forlovelsen, blev det annonceret at brylluppet vil finde sted i efteråret 2018 i St George's Chapel, Windsor, få måneder efter hendes fætter prins Harrys bryllup.
Kirken var tidligere stedet for
hendes onkel Jarlen af Wessex' bryllup og hendes fætter Peter Phillips' bryllup, ligesom det var stedet hvor velsignelsen af
Prinsen af Wales' andet ægteskab fandt sted.
Hertugen af York afslørede senere at det var Dronningen, som foreslog St George's Chapel, som stedet hvor ceremonien skulle finde sted.

### Økonomi
Selve brylluppet og festerne blev betalt af brudens forældre og familie. Den kongelige familie betalte også for blomsterne, underholdning og brudekjolen.
Eksperter forventede at brylluppet vil koste offentligheden omkring £2 million i sikkerhed, hvor Thames Valley Police har bekræftet at de vil stå for sikkerheden på dagen.Prisen for sikkerheden var forventet til, at være lavere end ved prins William og prins Harrys bryllupper, men der blev ikke givet et estimat. Thames Valley Police forventede at bruge penge fra et legat, betalt af skatteydere for at dække deres omkostninger. Windsor and Maidenhead Borough Council bruge penge på at sætte parking op, og forventede at modtage penge fra regeringen. Dette medførte en kontrovers mellem mange personer, inklusive medlem af parlamentet Emma Dent Coad og Chris Williamson, som mente, at de ikke ville bidrage.